# Deurspion

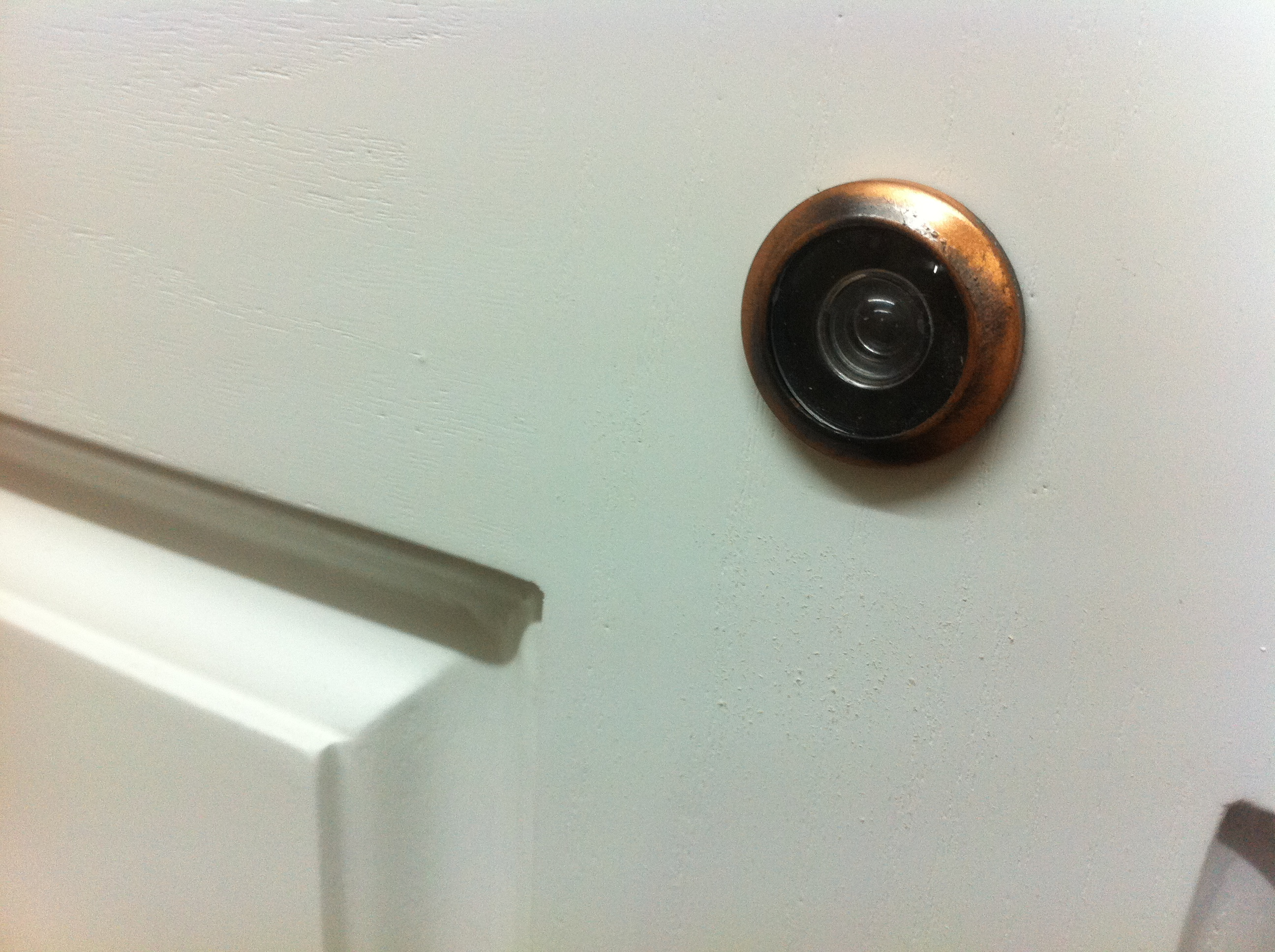
Een deurspionnetje (binnenzijde).

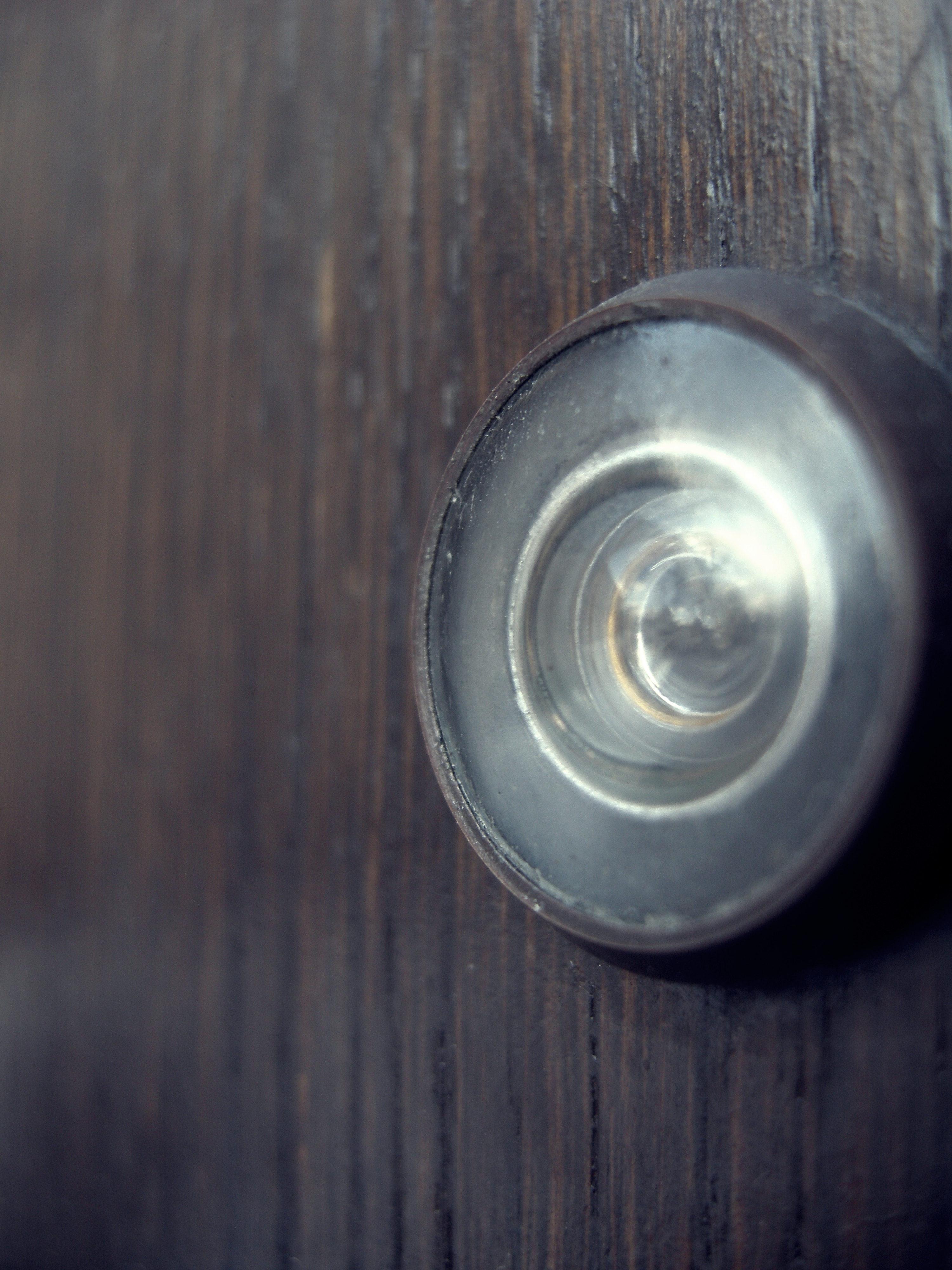
Een deurspionnetje (buitenzijde).

Een deurspion, kijkgat of judasoog (ook spionnetje genoemd) is een optisch hulpmiddel dat in een deur is bevestigd. Een deurspion bestaat uit een buisje dat door de deur heen is geplaatst, en waarin zich aan de buitenzijde een fisheyelens bevindt. Daardoor kan degene die zich aan de binnenzijde van de deur bevindt, onder een zeer grote hoek bijna alles zien wat er zich buiten de deur bevindt, maar kan iemand vanaf de buitenkant nauwelijks naar binnen kijken.
Het doel van een deurspion is veiligheid: men kan van binnenuit zien wie zich voor de deur bevindt, zodat deze alleen geopend wordt als men degene die buiten staat, vertrouwt.
Tegenwoordig wordt de deurspion vaak vervangen door een deurintercom met videoverbinding, wat het voordeel heeft dat het ook mogelijk is een gast op een andere plaats te zien, bijvoorbeeld iemand die bij de voordeur van een flat aanbelt terwijl de bewoner zich op een etage bevindt. Het nadeel is dat de prijs daarvan aanzienlijk hoger is en dat er meer kans op storing is.
In sommige situaties, zoals in gevangeniscellen of politiecellen, kan een deurspion precies andersom worden geplaatst, zodat het wel mogelijk is om naar binnen te kijken maar niet naar buiten.

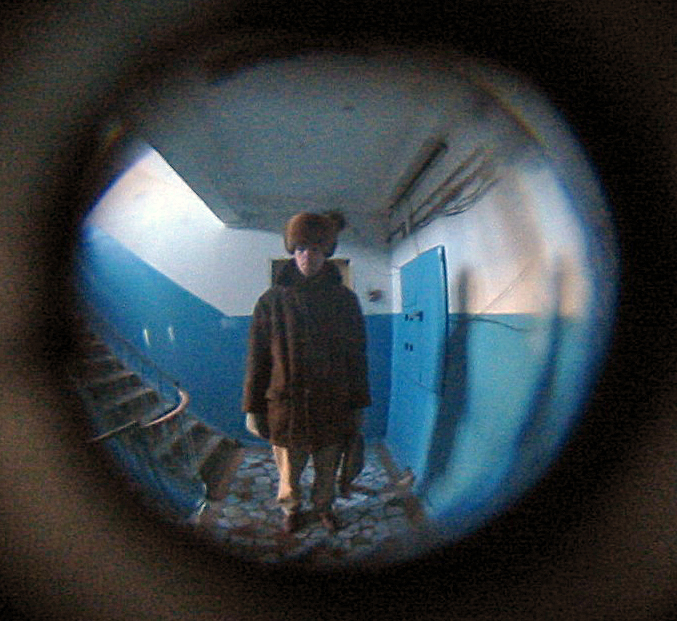
Dit is wat iemand door een deurspion te zien kan krijgen.

## Trivia
- Een deurspion ('spionnetje') moet niet worden verward met een spionnetje aan de buitenzijde van een raam.